# Roltrap

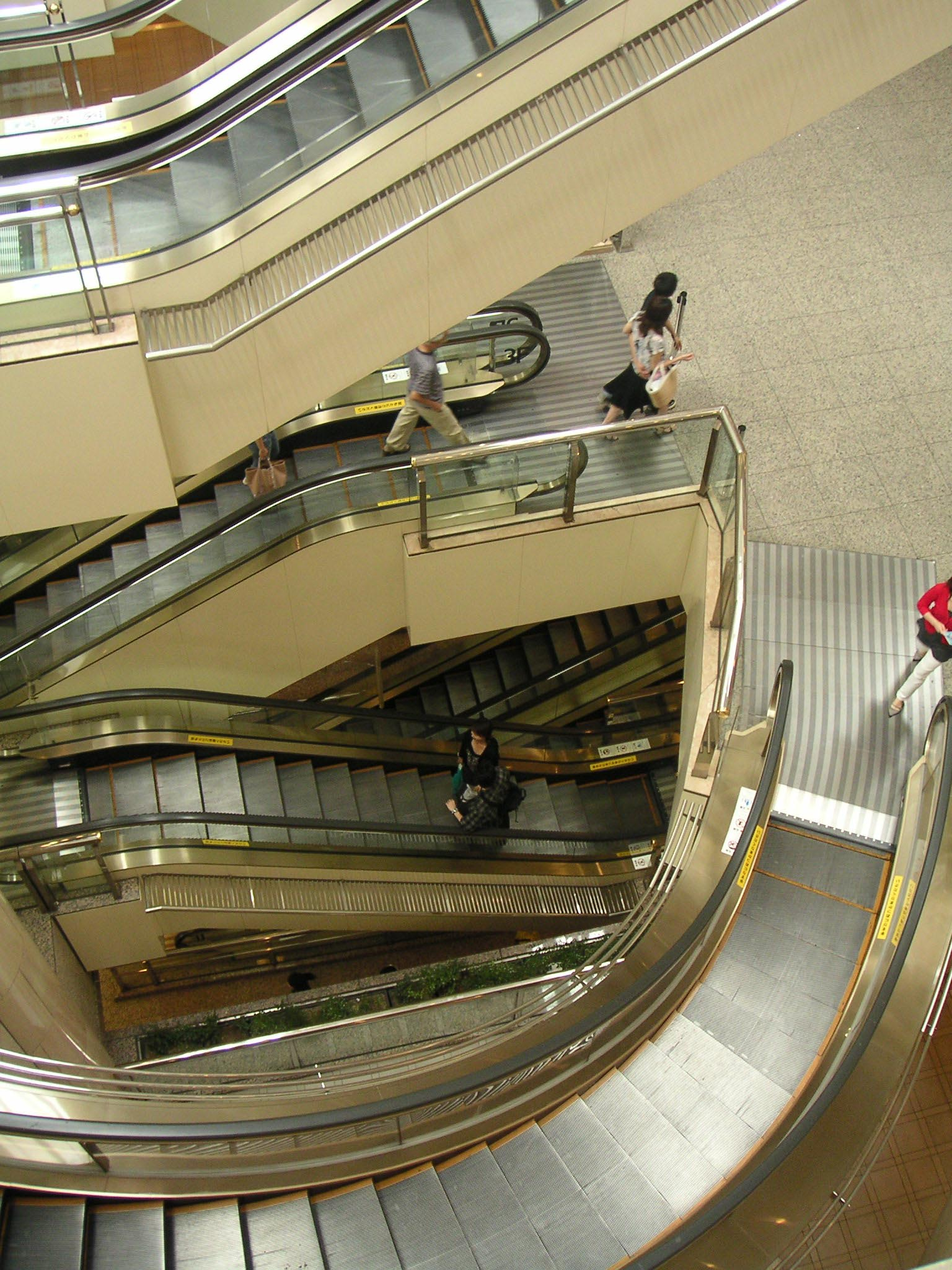
Roltrappen in Wenen

Een roltrap is een diagonaal transportsysteem, bestaande uit een trap met omhoog- of omlaagschuivende treden. De treden hebben onderaan wieltjes die over een rail in lusvorm lopen. De meeste roltrappen hebben twee meebewegende handleuningen in dezelfde richting, de zogenaamde leuningbanden. De snelheid van de meebewegende leuningbanden wordt doorgaans om veiligheidsredenen iets sneller ingesteld dan de roltrap zelf. Men wordt op die manier naar voren getrokken in plaats van naar achter indien er een kleine speling zou zitten op de omloopsnelheid van de leuningen.

## Geschiedenis

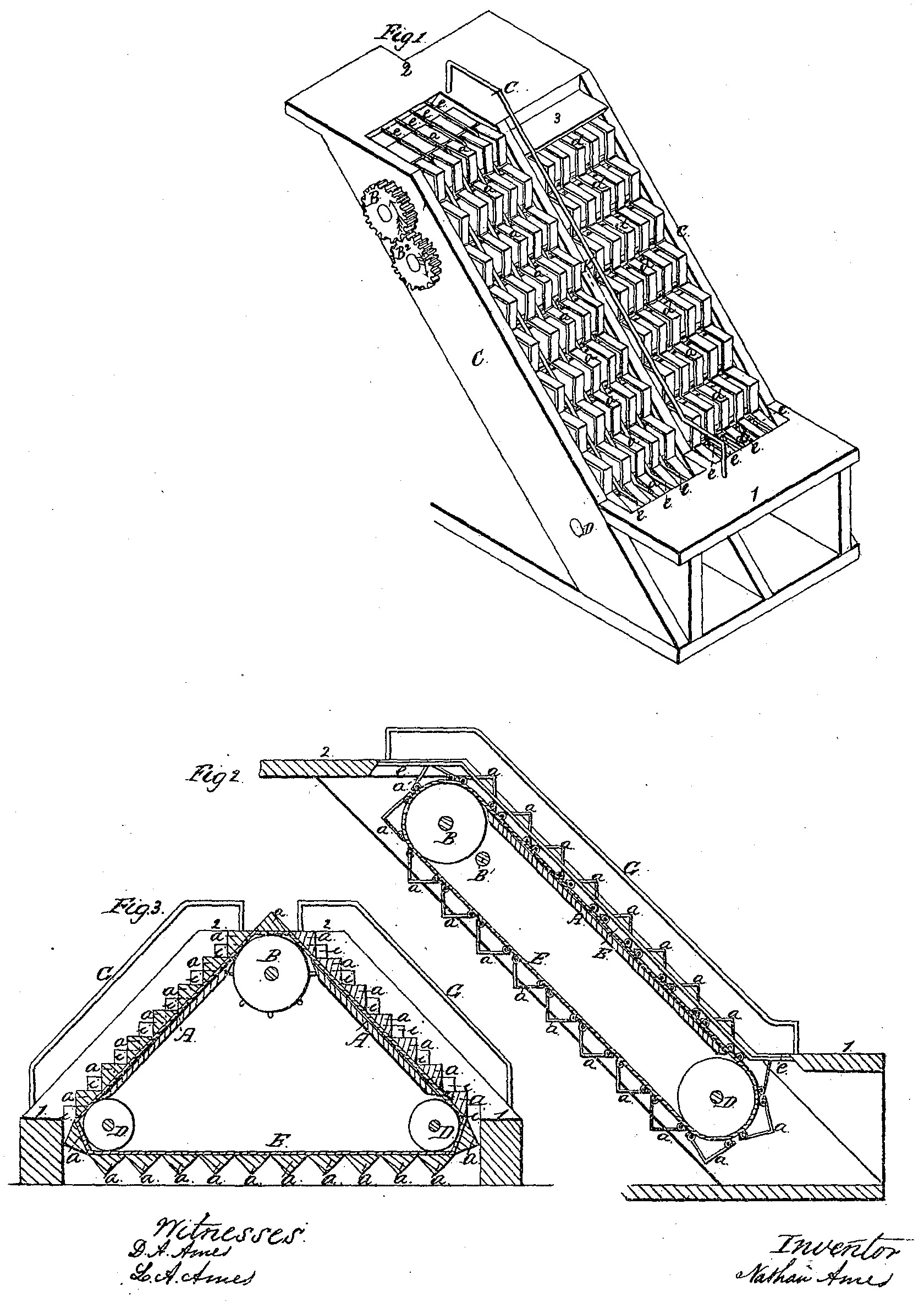
Nathan Ames vroeg in 1859 patent op zijn roltrap aan (U.S. Patent 25076)

Charles Seeberger kocht een patent uit 1892 van George A. Wheeler, die geen kans zag zijn ontwerp voor een roltrap te realiseren. Seeberger verbeterde het plan en hij was de maker van de eerste roltrap, die hij installeerde als een attractie op Coney Island in New York in 1896. Hij werkte bij de Otis Elevator Company, die de eerste commerciële roltrap produceerde voor de wereldtentoonstelling van 1900 in Parijs. De Amerikaanse uitvinder Nathan Ames vroeg in 1859 patent aan. Een van de eerste keren dat een roltrap in een film was te zien, was in 1916 in The Floorwalker van Charlie Chaplin. Hierin werd de roltrap meteen gebruikt als running gag.

## Roltrappen in Nederland
De eerste roltrap in Nederland werd in 1926 in het gebouw van De Bijenkorf aan de Grote Marktstraat in Den Haag geïnstalleerd door de fa. Fred. Stieltjes uit Amsterdam-Noord, vertegenwoordiger in Nederland van Otis. Op 20 maart 1926 meldde de Bijenkorf in een grote advertentie die in verschillende kranten werd afgedrukt: "Voor de communicatie tusschen de vijf étages dienen vier ruime personenliften en vier goederenliften, een roltrap (escalier roulant), de eerste in Nederland, is in staat 4000 personen per uur te vervoeren."
Deze escalier roulant zorgde voor een sensatie. Op 10 april 1926, veertien dagen nadat de Bijenkorf in Den Haag was geopend, schreef de Leeuwarder Courant, in de rubriek Haagsche Brieven, een stukje onder de kop ‘Bijenkorf-koorts’. Er waren allerlei luxeartikelen in deze winkel te koop, meldde de Haagse correspondent, "maar ook voor het kinderlijk gemoed is er te genieten. Een belangrijke attractie is de roltrap. Daar wil iedereen eens mee gereden hebben. Daar wordt gedrongen. Een groot kermisvermaak. Het wordt nog als genoeglijkheid beschouwd, moet nog de periode doormaken die de pont over het Y gehad heeft in Amsterdam in de eerste dagen, toen de vaart vrij was en de schoolkinderen er een spelletje van maakten. Daar moeten we hier nog grootsteedsch voor worden, omdat dat ding als iets nuttigs en niet als vermaak te gebruiken."
Maar het duurde veel langer dan de correspondent had verwacht. De lol was er niet al na een paar dagen af, de roltrap bleef maandenlang een sensatie. Op 4 december, een dag voor het Sinterklaasfeest, kwam de Haagse correspondent erop terug in de Leeuwarder Courant. Talloze mensen waren inkopen in de Bijenkorf aan het doen, schreef hij. "De drukte is er overweldigend. Er zijn verkeersmaatregelen noodig, een huisknecht in een gestreept jasje fungeert voor verkeersagent op de trap, de liften worden zoo bestormd, dat men het neerdalen er in voor het publiek moest afschaffen, op de roltrap, die altijd nog een attractie is, staat ieder treetje vol, terwijl een file er voor staat te wachten, als bij een tram op een drukke avond te Scheveningen."
Sinds de ingebruikname van de roltrappen in de Maastunnel in Rotterdam waren deze met hun lengte van 43 meter de langste van Nederland. Dit duurde tot 2015, toen in metrostation Vijzelgracht in Amsterdam een roltrap van 47 meter lang werd geplaatst. Deze zijn in de zomer van 2018 in gebruik genomen.

## Gedragsregels
De roltrap is ontworpen om in dezelfde tijd een groter aantal mensen van de ene naar de andere verdieping te brengen. Wanneer de meeste mensen blijven stilstaan, worden er juist minder mensen vervoerd dan met een vaste trap. Daarom worden stilstaande passagiers verzocht om rechts op de trede te gaan staan, waardoor anderen hen links kunnen passeren (Londense metro: Stand on right, walk on left; ProRail op de treinstations: Rechts staan, links gaan). Onderzoek naar het rechts staan en links gaan toonde aan dat het niet altijd de meest efficiënte manier is.

## Varianten

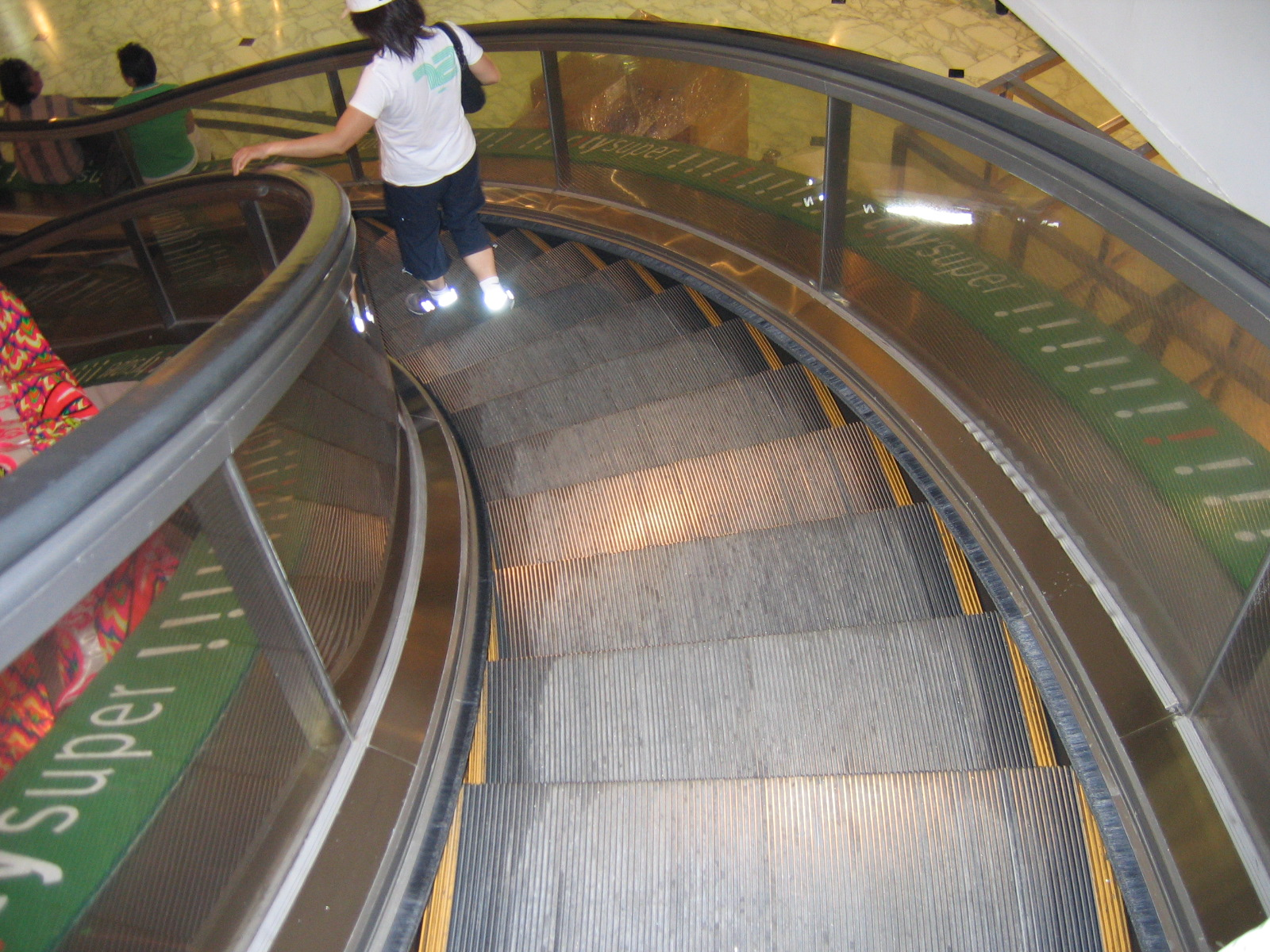
Wentelroltrap in winkelcentrum Times Square in Hongkong

Zeldzamer dan rechte roltrappen zijn spiraalvormige wentelroltrappen, waarvan de eerste werd ontworpen door de Amerikaanse uitvinder Jesse Reno (1861-1947) voor het metrostation Holloway Road in Londen in 1906.
Een loopband is hetzelfde als een roltrap, maar dan horizontaal. Men vindt deze vaak op luchthavens waardoor men zich sneller kan verplaatsen. 
Een tussenvorm is een hellingbaan. Ook deze vindt men op luchthavens en in sommige (grotere) winkels. De verplaatsing is dan wel diagonaal, maar doordat gebruik is gemaakt van een loopband met een relatief kleine helling, is het mogelijk om winkelwagens of bagagekarretjes mee te nemen, wat bij een reguliere roltrap niet goed lukt. Zulke wagentjes hebben een rem of terugrijblokkering. De rem in de wieltjes wordt geactiveerd doordat de gebruiker de handgreep loslaat of automatisch door de ribbels in de treden van de hellingbaan. 
Omstreeks 1970 was er in Den Haag een supermarkt met een aparte hijsinstallatie voor de winkelwagentjes. Deze werd carlift genoemd. De carlift liep evenwijdig aan de roltrap, dus ook schuin. De bezoekers duwden de wagentjes in de carlift en gingen zelf met de roltrap. De constructie was weinig succesvol - het gebeurde vaak (vooral als men naar beneden ging) dat een vol wagentje losraakte en naar beneden kletterde.